# Masoud Esmailpourjouybari

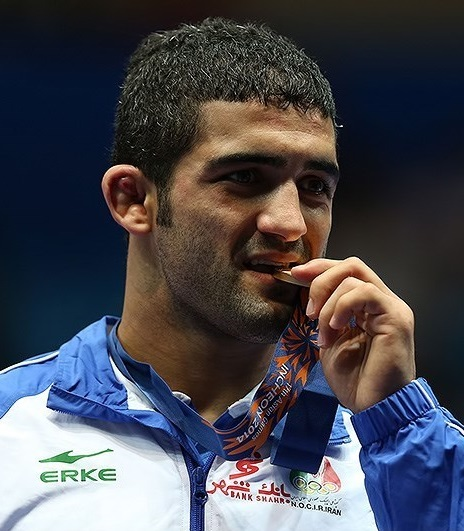
Masoud Esmailpourjouybari, 2014

Masoud Mahmoud Esmailpourjouybari (* 6. August 1988) ist ein iranischer Ringer. Er wurde 2014 Vize-Weltmeister im freien Stil in der Gewichtsklasse bis 61 kg Körpergewicht.

## Werdegang
Masoud Esmailporjouybari begann als Jugendlicher 2001 mit dem Ringen. Er konzentrierte sich dabei auf den freien Stil. Er ringt bei einer Größe von 1,70 Metern in der Gewichtsklasse bis 60 kg (Federgewicht) bzw. 61 kg Körpergewicht. Er ist Student, gehört dem Ringerclub Khadem an und wird von dem ehemaligen Weltmeister Rasoul Khadem trainiert.
Seinen ersten Start bei internationalen Ringermeisterschaften absolvierte er im August 2004 bei der asiatischen Juniorenmeisterschaft (Cadets) in Bischkek. Er belegte dabei in der Gewichtsklasse bis 50 kg den 4. Platz. 2005 gewann er bei der gleichen Meisterschaft in Oarai/Japan in der Gewichtsklasse bis 54 kg seinen ersten internationalen Meistertitel. Im September 2006 nahm er an der Junioren-Weltmeisterschaft in Guatemala-Stadt teil. Im Bantamgewicht verlor er dort aber gleich seinen ersten Kampf gegen Murtas Kwesadse aus Georgien, schied aus und kam nur auf den 16. Platz. Sein erfolgreichstes Jahr als Juniorenringer war 2008. Zunächst wurde er in Doha asiatischer Juniorenmeister im Federgewicht und in Istanbul wurde er dann auch Junioren-Weltmeister in der gleichen Gewichtsklasse. 
2009 wurde Masoud Esmailpourjouybari erstmals bei einer internationalen Meisterschaft im Seniorenbereich eingesetzt. Er kam dabei bei der Asienmeisterschaft in Pattaya im Federgewicht hinter Jo Tong-hyok, Nordkorea und Gandsorigiin Mandachnaran, Mongolei auf den 3. Platz. 2010 wurde er in New Delhi im Federgewicht erstmals Asienmeister. Er verwies dabei Shogo Maeda, Japan, Lee Seung-chul, Südkorea und Dauren Schumagasiew, Kasachstan auf die nächsten Plätze. 2012 belegte er bei der Asienmeisterschaft in Gumi/Südkorea im Federgewicht hinter Yogeshwar Dutt aus Indien den zweiten Platz. Im März 2012 schaffte er dann beim Turnier in Astana die Qualifikation für die Olympischen Spiele in London. Dabei verwies er im Federgewicht Yogeshwar Dutt, Ulan Nadyrbek Uulu, Kirgisistan und Farchodi Usmoonzoda, Tadschikistan, auf die Plätze. Beim olympischen Ringerturnier in London begann Masoud Esmailpourjouybari im Federgewicht mit Siegen über Guillermo Torres Cervantes, Mexiko und Dauren Schumagaliew. Er verlor dann aber im Viertelfinale gegen Besik Kuduchow aus Russland. Da dieser das Finale erreichte, konnte er in der Trostrunde weiterringen, verlor aber gegen Yogeshwar Dutt, womit er endgültig ausschied und den siebten Platz belegte.
Im Mai 2013 stand Masoud Esmailpourjouybari auch in der iranischen Mannschaft, die in New York Länderkämpfe gegen die Vereinigten Staaten und Russland bestritt und die das Ziel hatten, das Internationale Olympische Komitee zu überzeugen, dass Ringen weiterhin eine olympische Sportart bleibt. 
Im Juni 2013 wurde er iranischer Meister im Federgewicht vor Abbas Dabaaghi und Farzad Jafari. Im September 2013 nahm er in Budapest an der Weltmeisterschaft teil. Im Federgewicht siegte er dort über Hacı Əliyev, Aserbaidschan, Krzysztof Bienkowski, Polen und Reece Humphrey, Vereinigte Staaten. Dann verlor er gegen Bekchan Goigerejew, Russland, konnte sich aber mit einem Sieg in der Trostrunde über Artur Arakeljan, Armenien, eine WM-Bronzemedaille erkämpfen.
Im April 2014 wurde er in Almaty in der Gewichtsklasse bis 61 kg erneut Asienmeister vor Bajrang Bajrang, Indien, Daulet Nijasbekow, Kasachstan und Narmandachyn Lchamgarmaa, Mongolei. Bei der Weltmeisterschaft im September 2014 in Taschkent zählte er zu den Favoriten seiner Gewichtsklasse. Er wurde dieser Rolle auch durchaus gerecht, obwohl er den Titel nicht gewinnen konnte. Er besiegte in Taschkent Mikola Bolotnjuk, Slowakei, Enchsaichany Njam-Otschir, Mongolei, Wladimir Dubow aus Bulgarien, den Vize-Weltmeister von 2013 und Artas Sana aus Kasachstan. Im Finale traf er auf Hacı Əliyev, den er bei der Weltmeisterschaft 2013 knapp mit 9:8 Punkten geschlagen hatte. Dieses Mal musste er Hacı Əliyev in einem griffreichen und spannenden Kampf aber mit 7:12 Punkten den Sieg überlassen. Er wurde damit Vize-Weltmeister.

## Internationale Erfolge
| Jahr | Platz | Wettbewerb                                           | Gewichtsklasse | Ergebnisse |
| 2004 | 4.    | Asiat. Juniorenmeisterschaft (Cadets) in Bischkek    | bis 50 kg      | hinter Altinbek Alimbajew, Kirgisistan, Salamut Yermasarow, Kasachstan und Ichtijor Nawrusow, Usbekistan                                                                             |
| 2005 | 1.    | Asiat. Juniorenmeisterschaft (Cadets) in Oarai/Japan | bis 54 kg      | vor Balraj Singh, Indien und Ruslan Kassimow, Kasachstan |
| 2006 | 16.   | Junioren-WM in Guatemala-Stadt                       | Bantam         | nach einer Niederlage gegen Murtas Kwesadse, Georgien |
| 2008 | 1.    | Asiat. Juniorenmeisterschaft in Doha                 | Feder          | vor Hardeep Singh, Indien, Kotaro Tanaka, Japan und Ali Waled, Irak |
| 2008 | 1.    | Junioren-WM in Istanbul                              | Feder          | vor Alejandro Enrique Valdez, Kuba, Mulhammet Demir, Türkei und Ljubomir Semak, Ukraine                                                                                              |
| 2009 | 5.    | Welt-Cup in Teheran                                  | Feder          | hinter Selimchan Huseinow, Aserbaidschan, Ewgeni Chawilow, Ukraine, Besik Kuduchow, Russland und Malchaz Zarkua, Georgien                                                            |
| 2009 | 3.    | Asienmeisterschaft in Pattaya                        | Feder          | hinter Jo Tong-hyok, Nordkorea und Gandsorigiin Mandachnaran, Mongolei |
| 2010 | 3.    | Takhti-Cup in Esfahan                                | Feder          | hinter Seyed Mourad Mohammadi Pahnekalaei und Mostafa Aghajaniozonbalagh, beide Iran                                                                                                 |
| 2010 | 1.    | Asienmeisterschaft in New Delhi                      | Feder          | vor Shogo Maeda, Japan, Lee Seung-chul, Südkorea und Dauren Schumagasiew, Kasachstan                                                                                                 |
| 2012 | 2.    | Asienmeisterschaft in Gumi/Südkorea                  | Feder          | hinter Yogeshwar Dutt, Indien, vor Bandsragtschiin Bajanmönch, Mongolei und Tomotsuga Ishida, Japan                                                                                  |
| 2012 | 1.    | Olympia-Qualif.-Turnier in Astana                    | Feder          | vor Yogeshwar Dutt, Ulan Nadyrbek Uulu, Kirgisistan und Farchodei Usmoonzoda, Tadschikistan                                                                                          |
| 2012 | 5.    | Welt-Cup in Baku                                     | Feder          | hinter Scott Coleman, USA, Kenichi Yumoto, Japan, Hacı Əliyev, Aserbaidschan und Alexander Bogomojew, Russland                                                                       |
| 2012 | 1.    | Großer Preis von Spanien in Madrid                   | Feder          | vor Adama Diatta, Senegal, Meishan Aschirow, Kasachstan und Yunier Castillo Silveira, Spanien                                                                                        |
| 2012 | 7.    | OS in London                                         | Feder          | nach Siegen über Guillermo Torres Cervantes, Mexiko und Dauren Schumagasiew und Niederlagen gegen Besik Kuduchow und Yogeshwar Dutt                                                  |
| 2013 | 1.    | Welt-Cup in Teheran                                  | Feder          | vor Münir Recep Aktas, Türkei, Shogo Maeda und Alexander Bogomojew |
| 2013 | 3.    | WM in Budapest                                       | Feder          | nach Siegen über Hacı Əliyev, Krzysztof Bienkowski, Polen und Reece Humphrey, USA, einer Niederlage gegen Bekchan Goigerejew, Russland und einem Sieg über Artur Arakeljan, Armenien |
| 2014 | 1.    | Asienmeisterschaft in Almaty                         | bis 61 kg      | vor Bajrang Bajrang, Indien, Daulet Nijasbekow, Kasachstan und Narmandachyn Lchamgarmaa, Mongolei                                                                                    |
| 2014 | 2.    | WM in Taschkent                                      | bis 61 kg      | nach Siegen über Kikola Bolotnjuk, Slowakei, Enchsaichany Njam-Otschir, Mongolei, Wladimir Dubow, Bulgarien und Artas Sana, Kasachstan und einer Niederlage gegen Hacı Əliyev        |

Erläuterungen
- alle Wettkämpfe im freien Stil
- OS = olympische Spiele, WM = Weltmeisterschaft, EM 0 Europameisterschaft
- Bantamgewicht, Gewichtsklasse bis 55 kg, Federgewicht, bis 60 kg Körpergewicht (bis 31. Dezember 2013); seit 1. Januar 2014 gilt eine neue Gewichtsklasseneinteilung durch den Ringer-Weltverband FILA (seit September 2014 umbenannt in United World Wrestling "UWW")